# Io zombo, tu zombi, lei zomba
Pour plus de détails, voir Fiche technique et Distribution.
Io zombo, tu zombi, lei zomba est une comédie horrifique italienne réalisée par Nello Rossati et sortie en 1979.

## Synopsis
Grâce à une formule vaudou, lue dans un roman, un croque-mort et trois personnes décédées dans un accident de voiture deviennent des zombies « à l'italienne ». Dans le roman, ils apprennent qu'ils ont besoin de chair humaine pour se nourrir et que les zombies doivent se déplacer avec des mouvements maladroits et lents. Sous l'emprise de la faim, et malgré divers scrupules moraux, les zombies tentent d'attirer des victimes humaines pour se nourrir. Après avoir échoué dans une embuscade sur la route, les zombies réalisent que leurs mouvements lents les désavantagent face aux personnes vivantes et qu'ils ne peuvent donc pas espérer les vaincre par la force.
Pour y remédier, les quatre hommes reprennent la gestion d'un motel excentré appartenant à la tante d'une des victimes de l'accident de voiture, avec l'intention de manger les clients. Parmi les clients de l'hôtel, on trouve un chauffeur de corbillard toscan, une petite famille de trois personnes composée d'un mari résigné, d'une femme bavarde et d'un enfant remuant, un représentant de commerce ayant de graves problèmes de santé et, enfin, un gangster. Ce dernier, en compagnie de sa provocante compagne Nadia, doit se débarrasser du cadavre du premier mari de la femme, un riche propriétaire terrien de Ciociaria, qu'il vient de tuer avec la complicité de son amant.
Malgré les pièges que les zombies de l'hôtel tendent aux différents personnages, quelque chose tournera toujours mal pour eux, permettant aux clients de leur échapper. Les zombies ne parviennent donc à manger personne. Pire, ils révéleront involontairement leur véritable identité au petit garçon, qui parviendra également à s'emparer du roman et à réciter la formule vaudou permettant de réanimer les morts. Le premier mari de Nadia, réanimé en zombie par le petit garçon, se révèle à sa femme et à sa maîtresse : sa femme meurt d'un infarctus, tandis que la maîtresse prend la fuite.
Le premier mari de Nadia révèle aux quatre autres morts-vivants de l'hôtel que tous ne sont pas obligés de manger de la chair humaine, mais peuvent tout aussi bien manger les mêmes choses que les vivants. Les cinq zombies décident alors de ressusciter également Nadia sous forme de zombie afin de profiter avec elle des plaisirs de la chair. Pendant ce temps, les parents du garçon et le voyageur de commerce, découvrant la véritable identité des zombies, fuient l'hôtel et alertent la police, qui encercle l'endroit. Les six zombies, conscients que s'ils reçoivent une balle dans la tête, ils mourront à jamais, sont obligés de fuir et se rendent compte que, malgré ce que dit le roman, ils peuvent courir et se déplacer comme des personnes normales.
Leur fuite les conduit à se réfugier dans un supermarché, où ils sont à nouveau assiégés par la police et le reste de la population vivante du quartier. La police fait une descente dans le supermarché, suivie par le reste de la population : cinq zombies se font passer pour des êtres humains vivants et capturent le fossoyeur zombie, le livrant à la foule qui, incitée par la mère du garçon et le chef de la police, projette de le décapiter. Au moment où la hache est sur le point de tomber sur le cou du fossoyeur, on apprend que toute l'affaire est en fait un rêve du fossoyeur lui-même : les différents personnages de l'histoire racontée jusqu'ici sont présentés dans la réalité sous différentes formes. Avec soulagement, le fossoyeur, incité par le curé, reprend le travail d'enterrement des défunts, jusqu'à ce qu'il soit témoin d'un autre incident et décide de s'enfuir. 

## Fiche technique
- Titre original italien : Io zombo, tu zombi, lei zomba[1]
- Réalisation : Nello Rossati
- Scenario : Roberto Gianviti (it), Paolo Vidali, Nello Rossati
- Photographie :	Sandro Mancori
- Montage : Adalberto Ceccarelli
- Musique : Gianfranco Plenizio (it) (sous le nom de « G. Ployer »)
- Décors : Toni Rossati
- Effets spéciaux : Sergio Basili, Italo Cameracanna, Aldo Ciorba (it)
- Production : Carlo Ponti, Romano Dandi
- Société de production : Tv Cine 77
- Pays de production :  Italie
- Langue originale : Italien
- Format : Couleurs - Son mono
- Durée : 97 minutes
- Genre : Comédie horrifique
- Dates de sortie :
  - Italie : 17 novembre 1979

## Distribution
- Duilio Del Prete : zombie.
- Renzo Montagnani : fossoyeur
- Cochi Ponzoni : cycliste "zombie".
- Nadia Cassini : femme zombie.
- Daniele Vargas : zombie.
- Vittorio Marsiglia Vittorio, le mari
- Sandro Ghiani : chasseur qui cuisine à la campagne
- Gianfranco D'Angelo : personne malade
- Anna Mazzamauro : épouse
- Tullio Solenghi : riche Ciociaro assassiné
- Ghigo Masino : conducteur de pompes funèbres
- Vera Drudi : tante du cycliste "zombie".
- Fabrizio Vidale : fils de Vittorio

## Production
Le film a été tourné en grande partie dans la commune de Palombara Sabina, avec un très faible budget (Renzo Montagnani lui-même, l'un des acteurs, s'en est plaint dans une interview, déclarant péremptoirement : « Quelle merde ! Rossati, pour moi, n'est pas un bon réalisateur et puis il n'y avait pas d'argent... ») mais qui se distingue par son sujet, la comédie horrifique sur des zombies, qui n'était pas si courant dans le cinéma italien de l'époque.
Le film a par ailleurs été tourné au motel Sylvan à Sant'Angelo Romano (Ville métropolitaine de Rome Capitale).  